# 善光寺 (川口市)

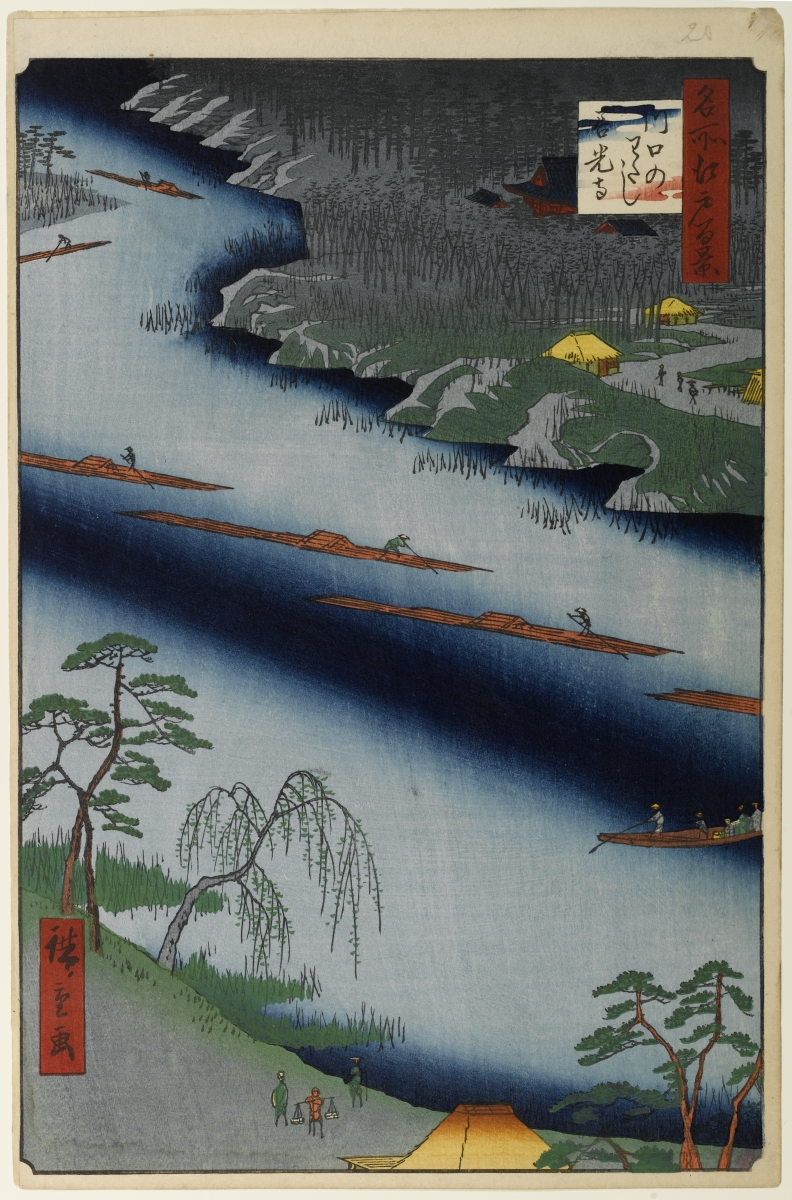
川口のわたし善光寺（歌川広重『名所江戸百景』より）

善光寺（ぜんこうじ）は、埼玉県川口市にある真言宗智山派の寺院。

## 歴史
1197年（建久8年）、定尊によって開山された。定尊は、善光寺如来のお告げを聞き、有縁の地を求めて阿弥陀三尊を携え、諸国巡錫の旅に出ていた。ある時、定尊は荒川の向こう岸に渡ることができず難儀していた。すると川の水が岩となって渡ることができた。これが現在の東京都北区の「岩淵町」という地名の由来といわれている。渡りきった後、定尊は阿弥陀三尊が入った笈を下ろして称名念仏した。そして笈を持ち上げようとしたところ、重くなり動かなくなった。定尊は、ここを有縁の地と定め、寺を創建した。
江戸時代、「日本三大善光寺」の一つとされ、大いに賑わった。『江戸名所図会』『名所江戸百景』でも取り上げられる程の江戸近郊の名所であった。
2003年（平成15年）よりスーパー堤防工事が進められ、地面の嵩上げが行われている。

## 文化財
- 金銅勢至菩薩立像（埼玉県指定有形文化財 1961年3月1日指定）[4]
- 弘化二年銘鰐口（川口市指定有形文化財）[5]
- 元亨二年銘宝篋印塔（川口市指定有形文化財）[5]

## 交通アクセス
- 川口駅より徒歩15分。